# Éric Abidal
Éric Sylvain Bilal Abidal, född 11 september 1979 i Lyon, är en fransk före detta  fotbollsspelare (vänsterback). Han spelade i det franska landslag som tog silver vid VM 2006.

## Spelarkarriär
Abidal slog igenom i franska Monaco i början på 2000-talet och representerade sedan även Lille och Lyon i den franska högstaligan. I juni 2007 skrev han på ett fyraårskontrakt med Barcelona som betalade 15 miljoner euro för honom.
Abidal gjorde sitt allra första mål för Barcelona under Copa del Rey i en match mot Athletic Bilbao. Efter målet mot Athletic Bilbao fick han smeknamnet  Abirey av de katalanska tidningarna.

## Privatliv
Éric Abidal är gift med en algerisk kvinna och har tagit Bilal som sitt muslimska namn. Den 15 mars 2011 kom det fram att Abidal hade cancer, anledningen var en tumör som upptäcktes i hans lever. Han opererades och gjorde comeback den 3 maj 2011 när Barcelona mötte Real Madrid i den andra Champions League-semifinalen, och blev hissad av sina lagkamrater efter matchen. Barcelona vann Champions League-finalen mot Manchester United på Wembley i London 2011 och där fick Abidal lyfta bucklan först av alla som en hyllning till honom efter hans canceroperation.
Den 15 mars 2012 meddelade FC Barcelona att Abidal skall genomgå en transplantation av levern och därför kommer att vara borta från spel. Den 21 maj skrevs Abidal ut från sjukhuset för att fortsätta att återhämta sig hemma. Den 1 juni hävdade läkarna att Abidal kan komma att spela fotboll igen inom en snar framtid, om han så önskar. Den 6 april 2013 var Abidal tillbaka i spel i Barcelona efter sin konvalescens. Han spelade den sista kvarten i mötet med Mallorca.

## Meriter

### FC Barcelona
- La Liga: 2008/2009, 2009/2010, 2010/2011, 2012/2013
- Uefa Champions League: 2008/2009, 2010/2011
- Copa del Rey: 2008/2009, 2011/2012
- Supercopa de España: 2008/2009, 2009/2010, 2010/2011
- Uefa Super Cup: 2009, 2011
- Världsmästerskapet i fotboll för klubblag: 2009, 2011